# Sasori – Den of the Beast
Sasori – Den of the Beast (jap. 女囚さそり けもの部屋, Joshū Sasori: Kemono-beya, dt. etwa: „weiblicher Häftling Skorpion: Höhle des Biestes“) ist ein japanischer Exploitationfilm von Regisseur Shun’ya Itō aus dem Jahr 1973. Der Film handelt von einer jungen Frau, die sich einst gegen die von Männern dominierte Gesellschaft stellte und dafür unschuldig zu einer mehrjährigen Gefängnisstrafe verurteilt wurde. Während der Haft erfuhr sie Demütigungen und Erniedrigungen, bis sie sich dazu entschloss, ihre Menschlichkeit aufzugeben und sich an ihren zumeist männlichen Peinigern zu rächen.
Meiko Kaji spielt die Rolle der namensgebenden Rächerin in dem Frauengefängnisfilm mit phantastischen Aspekten. Er zählt zum japanischen Erotikfilm, genannt Pink Eiga, einer ästhetischen Softporno-Variante, die Sex und Gewalt mit außergewöhnlichen Frauenfiguren verbindet.
Das Werk ist nach Sasori – Scorpion und Sasori – Jailhouse 41 der dritte Teil einer sechsteiligen Filmreihe, die auf Motiven des gleichnamigen Manga von Tōru Shinohara basiert. Fortgesetzt wurde die Reihe mit Sasori – Grudge Song, allerdings letztmals mit Kaji in der Hauptrolle. 1976 und 1977 folgten die letzten beiden Teile unter der Regie von Yutaka Kohira.
Im Gegensatz zu den ersten beiden Teilen der Sasori-Reihe wurden die beiden Fortsetzungen, also Teil drei und vier, nicht vom Kölner Filmverleiher Rapid Eye Movies (rem) synchronisiert, sondern sind lediglich in Originalsprache mit deutschen Untertiteln erhältlich.

## Handlung
Die berüchtigte und einzig Überlebende eines Gefängnisausbruchs Nami „Matsu“ Matsushima, genannt „Sasori“, der Skorpion, wird landesweit mit Fahndungsfotos gesucht. Die flüchtige Gefängnisinsassin versucht in der Anonymität der japanischen Großstadt Tokio unterzutauchen und den Häschern des Strafvollzugs zu entkommen. Während einer U-Bahn-Fahrt wird sie allerdings von zwei Polizeibeamten in zivil gestellt, die sie erfolglos versuchen zu überwältigen. Der äußerst wehrhaften Nami gelingt es, trotz angelegter Handschellen, sich dieser bedrohlichen Lage zu entziehen, in dem sie kurzerhand den Arm des Leiters der Fahndung, Inspektor Kondo, abhackt. Der rachsüchtige, einarmige Beamte eröffnet daraufhin fieberhaft die Jagd auf die flüchtige Ausbrecherin.
Auf einem Friedhof trifft die entflohene Nami die vom Schicksal geplagte Yuki, die sich prostituiert um sich und ihren seit einem Arbeitsunfall geistig behinderten Bruder zu ernähren. Die Hure gewährt Nami kurzzeitig eine sichere Zuflucht am Rande der Millionenmetropole; allerdings ist diese Sicherheit trügerisch, da hier das kriminelle auf Zuhälterei spezialisierte Yakuza-Syndikat der androgynen Katsu mit deren Liebhaber regiert. Die isolierte und wortkarge Nami, die als Näherin getarnt ihren Lebensunterhalt bestreitet, freundet sich schnell mit ihrer neuen Bekannten an und erfährt so von deren sonderbaren, inzestuösen Beziehung zum eigenen triebhaften Bruder, den sie fast täglich mit Nahrung und Sex besänftigt. Wenig später offenbart ihr Yuki, dass die vom eigenen Bruder ein Kind erwartet, und es nicht abtreiben will. Die Prostituierte geht derweil illegal im Revier der kriminellen Organisation ihrer „Arbeit“ nach, wird dabei von aufgebrachten Yakuzas gestellt und zur sadistischen Katsu geführt, die ein Teil Yukis mageren Verdienstes für sich beansprucht, was unweigerlich zu einem Konflikt führt.
Unterdessen gerät auch Nami in die Fänge der japanischen Mafia als sie – völlig unschuldig – des Mordes an einem Zuhälter bezichtigt wird, den ihre eifersüchtige Nachbarin begangen hatte. In der Tokioter Unterwelt trifft sie unglücklicherweise auf ihre ehemalige Mitgefangene Katsu, die Anführerin des herrschenden Syndikats, die sich an ihrer einstigen Zellengenossin für erlittene Qualen rächt. Nami wird von Katsu misshandelt und gefoltert. Kurze Zeit später gelingt Nami die Flucht aus einem übergroßen Vogelkäfig, ihrem Gewahrsam. Die Situation eskaliert und Nami wird wieder zur rachsüchtigen Sasori, die mordlüstern die Mitglieder der Zuhälterbande dezimiert. Der „Skorpion“ kämpft fortan in nahezu selbstzerstörerischer Absicht für die durch eine distanzierte Freundschaft verbundene Yuki, welche sich zuvor doch für einen Schwangerschaftsabbruch entschied.
Nami gerät nach und nach zwischen die Fronten der Zuhälter-Yakuzas und des verbissenen Kondos, der sie jagt und zur Großfahndung ausschreibt; Polizeipatrouillen durchkämmen daraufhin die Stadt und treiben Sasori fluchtartig in die Kanalisation der Millionenstadt. Unterstützung findet sie zeitweise in ihrer Freundin Yuki, die sie mit dem Notdürftigen versorgt. Doch die Polizei in Person des brutalen Einarmigen ist der Flüchtigen auf den Fersen. Im Kanalsystem will man sich ihrer endgültig entledigen und sie mit einem brandfördernden Gemisch töten, doch die willensstarke und für tot gehaltene Rächerin gibt nicht auf und entsteigt nahezu unverletzt dem Untergrund. Nami will sich nun ihrer verbliebenen Peinigerin Katsu widmen, die sich unterdessen schutzsuchend der Polizei stellte und zu einer Gefängnisstrafe verurteilt wurde.
Am Ende des Films lässt sich Sasori als Brandstifterin getarnt für ein harmloses Vergehen in das Frauengefängnis einsperren, wo sie die Inhaftierte Katsu, die jederzeit die Rache Sasoris befürchtet, mit ihrer stoischen Ruhe regelrecht in den Wahnsinn treibt. Dem Nervenzusammenbruch nahe wendet sich die ehemalige Yakuza-Chefin an Kondo, der sie daraufhin nichtsahnend besucht und ein Opfer der gefangenen Katsu wird, die ihm Glauben Sasori vor sich zu haben, ihn vor ihrer Zellentür brutal erwürgt. Sasori nimmt dieses brutale Vergehen ernüchternd zur Kenntnis, ihre Rache ist gesühnt. Wenig später hat die Brandstifterin ihre Haftzeit abgesessen, sie wird mit unbekanntem Ziel entlassen.